# Atriplex parishii
Atriplex parishii är en amarantväxtart som beskrevs av Sereno Watson. Atriplex parishii ingår i släktet fetmållor, och familjen amarantväxter. Inga underarter finns listade i Catalogue of Life.